# Kabinett Ulrich III
Das Kabinett Ulrich III bildete die Landesregierung des Volksstaates Hessen von der Kabinettsumbildung am 21. Juli 1927 bis 1928 unter Staatspräsident Carl Ulrich.

## Mitglieder
| Amt                   | Name                 | Bild | Partei | Partei  |
| --------------------- | -------------------- | ---- | ------ | ------- |
| Staatspräsident       | Carl Ulrich          |      |        | SPD     |
| Bildungswesen         | Carl Ulrich          |      |        | SPD     |
| Finanzen              | Konrad Henrich       |      |        | DDP     |
| Inneres               | Ferdinand Kirnberger |      |        | Zentrum |
| Justiz                | Ferdinand Kirnberger |      |        | Zentrum |
| Arbeit und Wirtschaft | Georg Raab           |      |        | SPD     |